# عبد الله أبو داهش
عبد الله أبو داهش مؤرخ وباحث سعودي، ولد في تنومة بني شهر في منطقة عسير عام 1370هـ (1950م). اهتم اهتماماً واسعاً بتاريخ الأدب في جنوب المملكة العربية السعودية، وأسس مجلة (حباشة) وهي مجلة علمية حولية متخصصة في دراسات تاريخ وأدب الجزيرة العربية وتراثها الفكري، وله الكثير من الإصدارات التي تتنوع بين التأليف وتحقيق التراث العربي من بينها كتاب (تاريخ اليعسوب في فكر وأدب أهل الجنوب)، وكتاب (الحركة العلمية والأدبية بمنطقة عسير في عهد الملك عبد العزيز). وهو حاصل على جائزة ومنحة الملك سلمان لتاريخ الجزيرة العربية عام 2005.

## التعليم
- حاصل على درجة الدكتوراه مع مرتبة الشرف الأولى من كلية اللغة العربية في جامعة الإمام محمد بن سعود الإسلامية عام 1404هـ، وكانت أطروحته عن (أثر دعوة الشيخ محمد بن عبد الوهاب في الفكر والأدب بجنوبي الجزيرة العربية).[6][7]

## العمل
- عمل أستاذاً للأدب في جامعة الملك خالد في أبها.[8]
- أسس مجلة (حُباشة) وهي مجلة سنوية علمية تُعنى بالبحث العلمي في دراسات أدب الجزيرة العربية وتاريخها وتراثها الفكري، وصدر العدد الأول منها عام 2011م (1432هـ).[9]
- أسس دار الدكتور عبد الله أبو داهش للبحث العلمي والنشر، وجائزة الدكتور عبد الله أبو داهش للبحث العلمي.[10][11]

## الإصدارات

### التأليف
- (أثر دعوة الشيخ محمد بن عبد الوهاب في الفكر والأدب بجنوبي الجزيرة العربية) الجزء الأول. صدر عن دارة الملك عبد العزيز عام 1999م.
- (أهل تهامة "مخاليف "حكم، عثر، حلي وحوازها" في الجاهلية والإسلام حتى نهاية القرن الرابع عشر الهجري).
- (أهل تهامة «المخلاف السليماني وحلي بن يعقوب وأحوازهما» في القرون الإسلامية الوسيطة).
- (أهل السراة في القرون الإسلامية الوسيطة).
- (بيوتات العلم وطلابه بقبائل رجال الحجر في بعض الوثائق والمخطوطات المحلية).
- (تاريخ اليعسوب في فكر وأدب أهل الجنوب). وتضمن هذا الكتاب الموسوعي ستة كتب للمؤلف هي: "أهل السراة في الجاهلية والإسلام حتى نهاية القرن الرابع الهجري، وأهل تهامة لذات الفترة، وأهل السراة في القرون الإسلامية الوسيطة، وأهل تهامة للفترة ذاتها، والحياة والفكرية والإدارية في جنوب البلاد السعودية، ونشأة الأدب السعودي المعاصر في جنوب المملكة).[4]
- (تنومة الزهراء في أعين بعض الشعراء والباحثين والرحالة والكتاب في الجاهلية والإسلام حتى سنة 1407هـ: مدونات علمية مختصرة ونصوص تاريخية مختارة).[12]
- (الحركة العلمية والأدبية بمنطقة عسير في عهد الملك عبد العزيز).
- (حلقات مفقودة من تاريخ الأدب العربي في الجزيرة العربية عبر القرون الإسلامية والعصر الحديث).[13]
- (الحياة الفكرية والأدبية في جنوب البلاد السعودية).
- (حياة في الحياة).[14]
- (الرجز في الصحيحين).
- (شعراء حول الرسول صلى الله عليه وسلم).[15]
- (الشعر في صحيح البخاري ومسلم).
- (ظهور دعوة الشيخ محمد بن عبد الوهاب في بلدان جنوب الجزيرة العربية).
- (عسير في ظلال الدولة السعودية الأولى 1215- 1233هـ: أمراؤها. علماؤها. أدباؤها وواقع حياتها السياسية والفكرية في الثلث الأول من القرن الثالث عشر الهجري).
- (الغربال: حياة في الصحافة).
- (الفصول في تاريخ أدب الجزيرة العربية: فواصل مقترحة وفصول مختارة).[16]
- (معجم مصطلحات البحث العلمي وألفاظه).
- (من بواكير الشعر السياسي الحديث في جزيرة العرب).
- (نحو منهج أدبي إسلامي).
- (نشأة الأدب السعودي المعاصر في جنوبي المملكة العربية السعودية: تهامة وعسير 1352- 1380هـ).
- (نشأة الأدب السعودي المعاصر في جنوبي المملكة العربية السعودية: الجزء الثاني - المخلاف السليماني «جازان» وعسير).
- (المنتقى من مخطوطات الجزيرة العربية ووثائقها المحلية المحققة) صدر في جزأين عام 2021.[17]

#### التحقيق
- (الأدارسة في تهامة (1341- 1347هـ) رسالتان تاريخيتان في إمارة السيدين علي بن محمد السنوسي والحسين بن علي السنوسي) تأليف القاضي عبدالله بن علي العمودي.
- (تحفة القارئ والسامع في اختصار تاريخ اللامع) تأليف القاضي عبد الله بن علي العمودي.[18]
- (خطبة الشيخ أحمد بن عبد الخالق الحفظي في حضرة السلطان العثماني عبد العزيز بن محمود).
- (ذوق الطلاب في علم الإعراب) للقاضي محمد بن أحمد الحفظي.
- (المعلمي والسنوسي في مجلس الإمارة بجازان 1337هـ / 1919م: صور من حياة المجالس الأدبية في تهامة) جمع عبد الرحمن بن يحيى المعلمي.
- (رحلة الحج من يلملم إلى البلد الأمين) نظم الفقيه علي آل بكري العجيلي التهامي.[19]
- (الرحلة الضمدية في ظلال متنزهي القمري والخيمة من أعمال وادي ضمد بتهامة) للقاضي إسماعيل بن أحمد الضمدي.
- (رسالتا ابن مجثل والحفظي في حال أحمد بن إدريس المغربي).
- (الظل الممدود في الوقائع الحاصلة في عهد ملوك آل سعود الأولين) تأليف محمد بن هادي بن بكري العجيلي.[20]
- (الغارة) نظم أحمد بن موسى بن عجيل اليمني.
- (القصيدتان الداليتان المنسوبتان إلى الأمير الصنعاني).[21]
- (اللجام المكين والزمام المتين) لمحمد بن أحمد الحفظي.
- (لامية ابن عمر الضمدي في الاستسقاء) نظم القاضي محمد بن علي الضمدي.
- (المفقود من شعر علي بن محمد السنوسي) جمع وتحقيق.
- (المقامة الضمدية للحسن بن علي البهكلي 1099- 1155هـ).
- (مناظرة أحمد بن إدريس مع فقهاء عسير للحسن بن أحمد عاكش الضمدي).
- (من رسائل الوزير الحسن بن خالد الحازمي: دراسة تحليلية لشخصيته وتوثيقية لبعض رسائله).
- (من شعر علي بن محمد السنوسي 1315- 1363هـ - 1897- 1943م). جمع ودراسة.
- (نصيحة الحفظي) أحمد بن عبد القادر الحفظي.
- (النونيات: قصائد شعرية متشابهة من شعراء الجزيرة العربية في القرن التاسع والعاشر والثالث عشر والرابع عشر الهجرية) دراسة وتحقيق.
- (هائية البيتي في بكاء المدينة المنورة 1155هـ - 1742م).
- (بائية الذروي في ميزان النقد).[22]

## الجوائز
- فاز بجائزة ومنحة الملك سلمان لتاريخ الجزيرة العربية للرواد في تاريخ الجزيرة العربية عام 2005م.[23]